# Spiele Max
Spiele Max (Eigenschreibweise bis 2021 in Versalien) war ein Handelsunternehmen mit Sitz in Stahnsdorf, das Ende 2023 35 Filialen in Deutschland und einen Online-Shop für den Verkauf von Babyausstattung, Spielzeug und Kindermode verfügte.

## Geschichte

Ehemaliges Logo, bis 2021

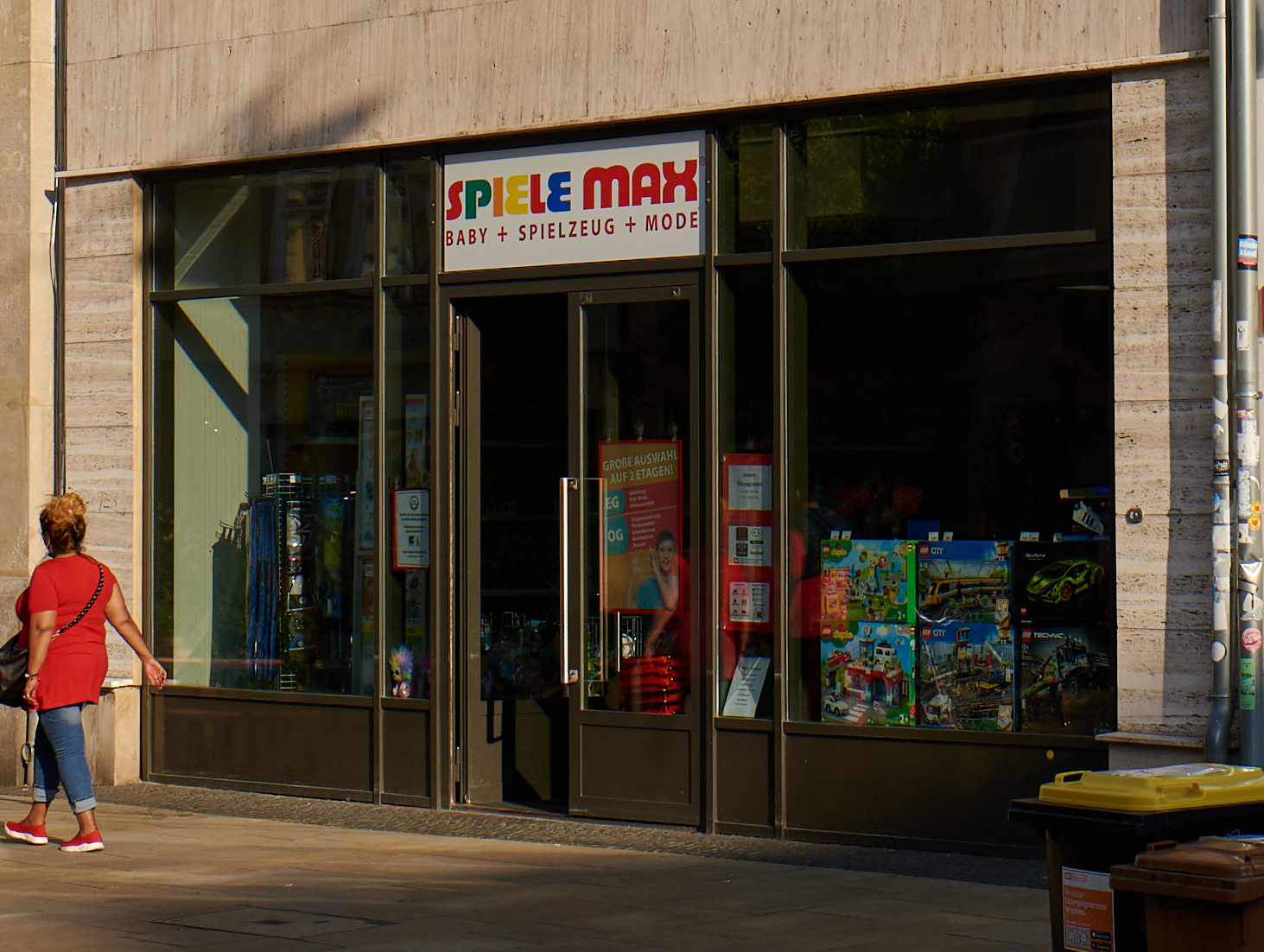
Ehemalige Filiale am Anger in Erfurt im September 2021

Das Unternehmen wurde 1982 von Wilfried Franz als Spiele Max Wilfried Franz KG gegründet, inspiriert durch Toys “R” Us in den Vereinigten Staaten. Ab 1990 wurde das Sortiment um Babyausstattung erweitert, später kamen auch Baby-Textilien als „Mode für Minis“ dazu. 1997 wurde der Betrieb in die Spiele Max AG umgewandelt und 2008 für 9,1 Mio. Euro an die polnische Smyk-Gruppe verkauft. Muttergesellschaft der Spiele Max AG war die Spiele Max Holding GmbH.
Im August 2017 übernahm die Palero Capital aus München mit dem Private-Equity-Fonds Palero Invest S.à r.l. mit Hauptsitz in Luxemburg den Mehrheitsanteil an der Spiele Max AG von der Smyk-Gruppe, verkaufte das Unternehmen aber im Jahr 2018 in einem Management-Buy-out. Am 12. Februar 2018 wurde die Aktiengesellschaft gemäß Gesellschaftsvertrag vom 13. November 2017 in die Spiele Max GmbH umgewandelt. Die Umsätze des Unternehmens gingen von 112,7 Mio. Euro im Jahr 2017 auf 95,7 Mio. Euro im Jahr 2018 um mehr als 17 Mio. Euro zurück und stiegen im Jahr 2019 um 8,7 Mio. Euro auf 104,4 Mio. Euro.
Die Geschäftsführung des Unternehmens hatte beim Amtsgericht Charlottenburg einen Antrag für ein Schutzschirmverfahren gestellt, dem das Gericht am 21. Dezember 2020 gefolgt ist. Torsten Martini von der Kanzlei Leonhardt Rattunde wurde zum vorläufigen Sachwalter bestellt. Am 19. November 2021 ist das Geschäft der Spiele Max GmbH vollumfänglich auf die SPM Filialbetriebs GmbH, Ruhlsdorfer Str. 95 in 14532 Stahnsdorf, HRB 233258 B übergegangen. Das Geschäft wird unter der Dachmarke Spiele Max fortgesetzt. Durch Beschluss des Amtsgerichts Charlottenburg vom 6. Juni 2023 (AZ: 36s IN 6224/20) ist die Anordnung der Eigenverwaltung durch die Schuldnerin gemäß § 272 InsO aufgehoben worden. Torsten Martini wurde zum Insolvenzverwalter bestellt. Im Oktober 2023 gab man die Schließung aller 35 Filialen bekannt. Einige eröffneten nach Unternehmensaussagen Anfang 2024 mit einem neuen Konzept wieder. Vorausgegangen war die im September 2023 erfolgte Eröffnung des Insolvenzverfahrens gegen die Gesellschaft wegen Zahlungsunfähigkeit und Überschuldung. Zum 29. Juni 2024 stellte das Unternehmen wegen der Insolvenz den Geschäftsbetrieb ein, die letzten Filialen schlossen dauerhaft.

## Filialentwicklung
Am 23. Oktober 1982 eröffnete Spiele Max den ersten Fachmarkt im Einkaufszentrum Forum Steglitz in Berlin-Steglitz. Im März 1999 eröffnete in Berlin-Hohenschönhausen eine Filiale mit über 3.000 m² Verkaufsfläche. Ende 1999 hatte Spiele Max 31 Filialen im Norden und Nordosten Deutschlands. 2006 eröffneten die ersten drei Filialen in Bayern, ab 2008 kamen jährlich neue Filialen in Deutschland dazu, 2012 neun Filialen. Im Mai 2019 wurden sieben ehemalige BR-Filialen in Norddeutschland übernommen. Spiele Max betrieb bis Ende 2023 nach eigenen Angaben zuletzt 35 Filialen deutschlandweit, sowie einen Onlineshop. Eine Wiedereröffnung ist aktuell (Stand: Januar 2024) ungewiss.
Im Jahr 2024 wurden von Januar bis April insgesamt elf Filialen „wiedereröffnet“, in der Regel mit deutlich reduziertem Sortiment. Zum 1. Juli 2024 wurde ein Regelinsolvenzverfahren über das Vermögen der Spiele Max Einzelhandels GmbH & Co. KG eröffnet und Sebastian Laboga von der PLUTA Rechtsanwalts GmbH zum Insolvenzverwalter bestellt, die Mitarbeiter, zuletzt 48, wurden freigestellt und erhielten ihre Kündigungen.